# آرتور هلند
آرتور هلند (انگلیسی: Arthur Holland؛ ۲۶ نوامبر ۱۹۱۶ – مارس ۱۹۸۷) داور فوتبال اهل بریتانیا بود.
وی بازی فینال جام ملت‌های اروپا ۱۹۶۴ را داوری کرد.